# Грачёвка (усадьба)
Ховрино, ныне «Грачёвка» — ранее подмосковное село и усадьба, в XV—XVI веках принадлежавшая в одно время Третьяковым-Ховриным. 
Ныне сохранившееся здание усадьбы построено в начале XX века в традициях купеческой эклектики. Современное название парк, вокруг усадьбы, получил по фамилии купцов Грачёвых, последних владельцев усадьбы (1895—1917 годах). Грачёвский парк на месте бывшего села и усадьбы вошёл в состав Москвы, в 1960 году.

## История

### Возникновение усадьбы
Местность, на которой сегодня расположены парк и усадьба, с начала XV века принадлежала сыну сурожского купца Георгию Сафарину. Несмотря на его богатство, деятельность и принадлежность к знатному роду, местные жители прозвали его Ховрой (то есть неопрятным, нечистоплотным, ротозеем). Прозвище позже становится фамилией этого боярского рода, а деревню называют Ховрино.
По другой версии, род Ховриных происходит от византийской императорской династии Комнин; фамилия Комнин «оказалась неблагозвучной для русской речи, и её тут же переиначили на Комрин, позднее Ховрин».
На рубеже XVI—XVII веков потомок Георгия — Василий Третьяков-Ховрин — возводит тут церковь Великомученика Георгия и Ховрино становится селом. Но в скором времени приходит смута, церковь была сожжена отступниками и усадьба превратилась в пустошь. Следующим её владельцем стал близкий боярин царя Алексея Михайловича, стольник и тобольский воевода Василий Шереметев. В 1660 году он попадает в плен к крымским татарам, из которого возвращается лишь спустя 21 год. После его смерти Ховрино переходит в качестве приданого за его дочь к князю Якову Голицыну. Позже им владеют Пронские и Пожарские, а затем имение отходит в царскую казну.
В 1700 году сын Алексея Михайловича Пётр I жалует село своему сподвижнику, генерал-фельдмаршалу графу Федору Алексеевичу Головину, потомку Ховриных, таким образом возвращая усадьбу исконным владельцам. Головин участвовал во всех начинаниях молодого царя, был воином и дипломатом, адмиралом и начальником Оружейной палаты. Кроме прочего был известен тем что заключил с Китаем Нерчинский договор и стал первым кавалером высшего российского ордена Андрея Первозванного (сам Петр I получил этот орден только шестым по счёту). От Фёдора Головина Ховрино по наследству перешло к сыну Николаю и оставалось в руках семьи более ста лет. Головины заложили основы регулярной осевой планировки усадьбы, разбили плодовый сад и регулярный липовый парк с прудами на реке Лихоборке. Центром композиции служил деревянный господский дом, с юго-запада к нему подводила подъездная аллея. Справа от барских построек на старом ховринском погосте, где с конца XV века хоронили местных крестьян, выстроили новую каменную Знаменскую церковь.

### XIX век
Перед самым началом Отечественной войны, в 1811 году внучка адмирала Головина — Екатерина Барятинская — продает село князю Петру Оболенскому, и год спустя усадьба была разграблена и сожжена наполеоновскими солдатами. Не имея возможности восстановить её, князь продал усадьбу Наталье Столыпиной, младшей сестре Елизаветы Арсеньевой (бабушки Михаила Лермонтова). Столыпины отстроили новый дом, перед ним разбили длинный широкий пруд. Парк стал более компактным, а полукруг фруктового сада развернули на юг.
В 1859 году усадьбу купил миллионер и фабрикант Евграф Молчанов. Он вновь перестроил усадьбу, пригласив в Ховрино известного архитектора Михаила Быковского, который прославился созданием ансамбля Ивановского монастыря. Много сил и средств было потрачено на восстановление и расширение парка, очистку и благоустройство водоемов.
На голом почти, но красивом месте, благодаря красивым прудам и речке, был разбит парк. На тройках привозили сюда громадные деревья разных пород: кедры, пихты, лиственницы, сосны, тополя, всевозможные кустарники и проч. Запестрели клумбы цветов, выросли красивые беседки, мостики, гроты. Громадный трёхэтажный дом был отделан заново, выстроены и ещё несколько новых флигелей... Заведена была большая ферма, построены хозяйственные службы и водокачка.историк Алексей Ярцев, «Подмосковные прогулки»
В это же время усадебный парк оказался «перерезан» Николаевской железной дорогой. После строительства железнодорожной платформы поместье начало превращаться в дачный поселок: Молчанов построил рядом с имением несколько дач, которые сдавал на лето состоятельным москвичам, а в крестьянских избах размещались артисты, бедная интеллигенция и мелкие чиновники. Старую церковь, на берегу пруда, решено было разобрать. Для строительства нового храма Быковский выбрал сухое возвышенное место, которое огибалось сельской дорогой (сейчас это поворот с Клинской улицы на Фестивальную). Евграф Молчанов умер за год до завершения церкви, поэтому внутренним убранством занималась его вдова. Возведенный храм был небольшим, но не походил на обычные сельские церкви. В ней московское барокко гармонично сочеталось с итальянским ренессансом. «Внутри она производит своим изяществом чрезвычайно светлое впечатление. Мозаичный пол и облицовка стен разноцветным мрамором дают для этого общий фон. Мраморный иконостас, сделанный с большим вкусом, включает в себе иконы художественной работы, писанные художником Малышевым. Ризница храма — богатейшая; по числу и ценности облачений она могла бы служить примером для любой городской церкви», — так описывали новую церковь современники. Именно этот храм сохранился до наших дней.
В 1879 году Молчанова продала усадьбу купцу Панову, подрядчику, разбогатевшему на строительстве железных дорог. Местные отзывались о нём как о человеке беспринципном и вздорном, привыкшем на строительстве иметь дело с уголовниками. Окрестные крестьяне не любили его до такой степени, что не раз грозились сжечь имение вместе с хозяином. В 1884 усадьба действительно сгорела, но Панов не пострадал.

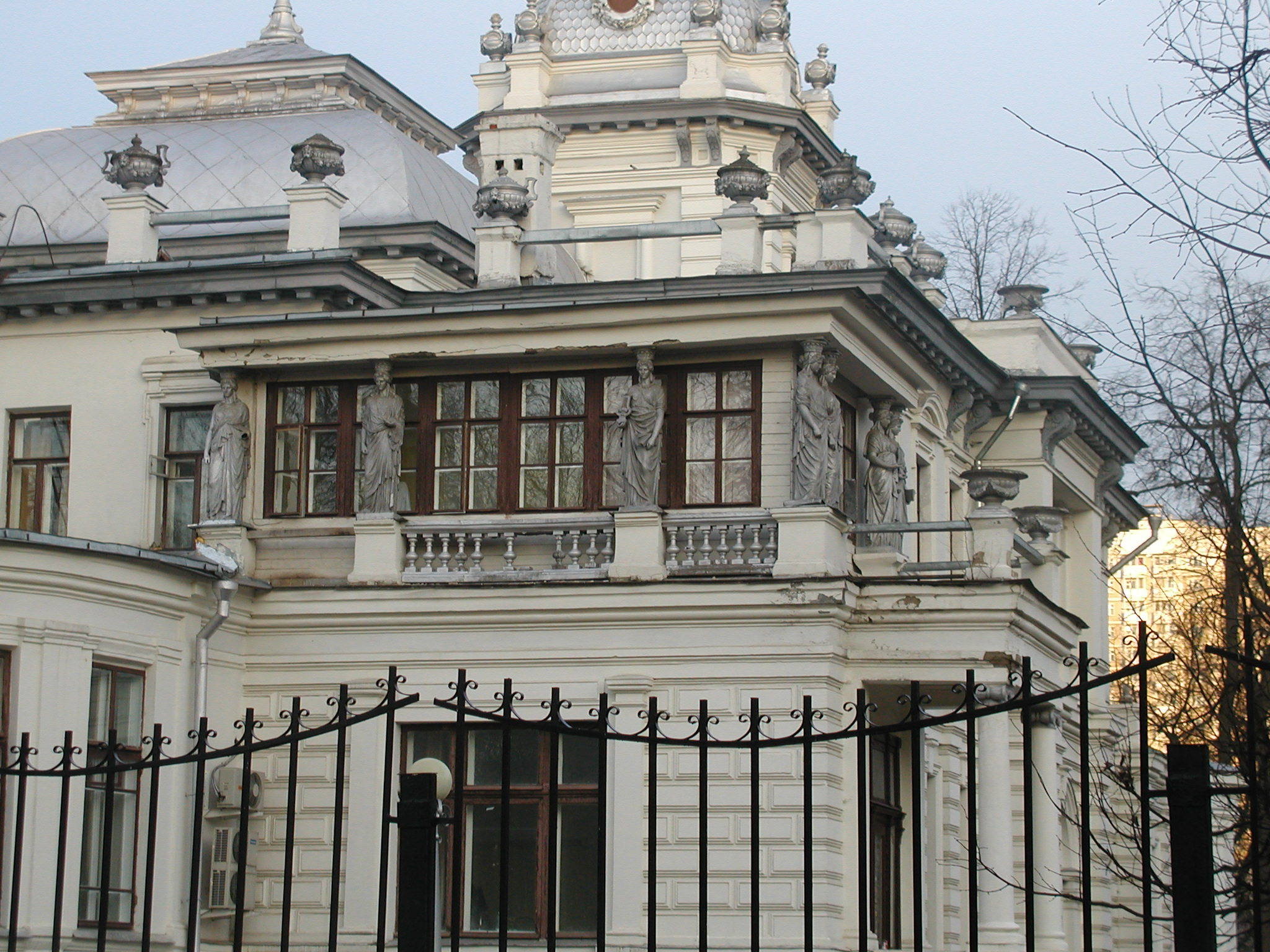
Кариатиды на фасаде главного дома

В 1895 году, после смерти Панова, усадьбу приобрел купец Митрофан Грачев и дал ей свое имя. За несколько лет он расчистил и облагородил парк, обновил хозяйственные постройки и заново перепланировал усадьбу. Грачев бывал в Монте-Карло и восхищался архитектурой игорного дома авторства Шарля Гарнье. По его просьбе Георгий Кайзер выстроил на месте сгоревшего главного дома здание по проекту модного архитектора эпохи модерна Льва Кекушева. Эта постройка напоминает казино Монте-Карло изящными кариатидами, ризалитами, чешуйчатыми гранеными куполами с люкарнами, характерными башнями и широким использованием скульптуры и лепнины в наружном убранстве. Стиль, в котором был исполнен господский дом, современники называли французским ренессансом или модернистской эклектикой. Митрофан Грачёв умер в 1899 году, за год до завершения проекта. Хозяйкой усадьбы вплоть до революции оставалась его вдова Варвара Николаевна. Вместе с сыном, Семеном Грачевым, они завершили все переустройства — усадьба процветала и была популярным местом отдыха московской интеллигенции. Здесь бывали Петр Чайковский, Алексей Толстой и Владимир Гиляровский. В Знаменской церкви поэт Валерий Брюсов обвенчался с Иоанной Рунт. Грачевский парк был популярен среди художников, например, в усадьбе писал картины Кирилл Лемох.

### XX век

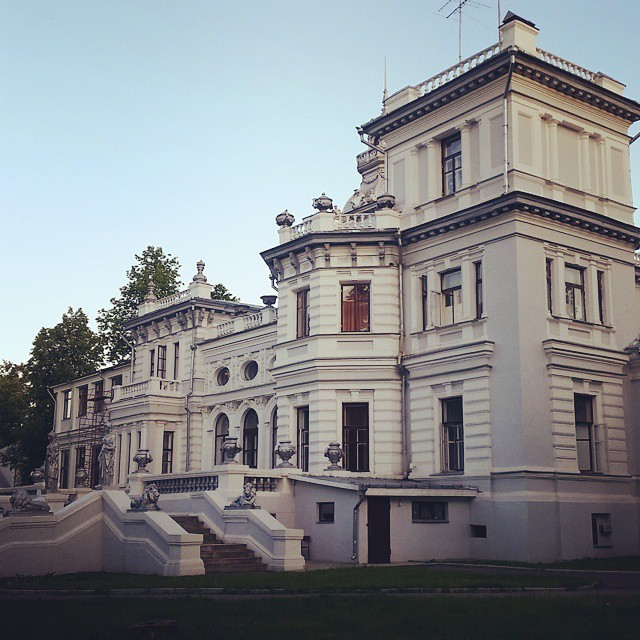
Главный дом усадьбы Грачевка

После революции, в 1918 году Грачёвых из усадьбы выгнали, а во дворце был размещен рабочий факультет Петровской сельскохозяйственной академии (будущей Московской сельскохозяйственной академии имени К. А. Тимирязева). Десять лет спустя тут открыли туберкулезный диспансер для женщин, который перед началом Великой Отечественной войны был преобразован в кумысолечебницу — считалось, что употребление кислого кобыльего молока помогает при лечении больных туберкулёзом лёгких. В этот же период пруды осушили, а Грачевский парк частично вырубили. Службы в Знаменской церкви проходили вплоть до 1936 года, несмотря на просьбы руководства сельскохозяйственной академии, звучавшие с 1932 года, отдать здание под студенческий клуб.
Во время войны в Грачевской усадьбе расположили госпиталь для тяжелораненых, а затем После войны в Грачёвке открылся туберкулёзный санаторий для женщин. В 1947 сюда перевели Московскую областную физиотерапевтическую больницу, которая занимает дворец по сей день. Село Ховрино вошло в состав Москвы в 1960 году. Главный усадебный дом хорошо сохранился, в то время как парк сильно пострадал. Кладбище было ликвидировано, сельские дома снесены, речку Лихоборку «убрали» в коллектор, а ландшафт выровняли — на этой территории были выстроены высотные жилые районы. Церковное здание было заброшено вплоть до 1991 года.
В 1975 году в парке со стороны Клинской улицы установлен монумент советским воинам (автор — Г. Д. Жилкин), в память о захороненных здесь солдатах и офицерах (умерших в полевом госпитале, который в годы войны располагался в здании усадьбы), погибших при обороне Москвы. Это единственный в столице памятник, который находится на месте захоронения солдат, павших в боях при обороне Москвы.

## Современное состояние
Знаменская церковь была полностью восстановлена к осени 2005 года.
На 2017 год Грачевский парк, площадью более 19 гектаров, поделен на две условные зоны и благоустроен. Регулярный парк образован липовыми аллеями, рядами лиственниц и дубов. Пейзажная часть проходит вдоль реки Лихоборки, уходящей под землю, вплоть до небольшого пруда. Зимой в парке прокладывается лыжная трасса. Со стороны Клинской улицы обустроили детскую площадку, площадку для игры в мини-футбол и баскетбол, а также воркаут-зону. Со стороны пруда и Зеленоградской улицы обустроили прогулочные дорожки, скамейки и беседки, отреставрировали исторические арки над тропинками и колоннаду. Кроме того, в этой части парка построили небольшую детскую площадку и площадку для выгула собак со снарядами для дрессировки площадью более 1600 квадратных метров.
В парке растет старый дуб около которого в сентябре 2020 года появилась табличка — "Самое старое дерево Москвы. В 2020 году ему исполнилось 432 года".
В парке есть небольшое импровизированное футбольное поле и детская площадка с аттракционами. Но в целом территория остается не благоустроенной. У эстакады расположена кинологическая спортивно-дрессировочная площадка. У окраины парка возвышалась недостроенная Ховринская больница, ставшая достопримечательностью этого района. Строительство началось в 1980 году и было приостановлено пять лет спустя. С этого момента здание оставалось недостроенным. Ввиду оригинальной планировки и большого количества слухов и мифов, окружающих заброшенную постройку, Ховринская больница более тридцати лет привлекает к себе внимание представителей различных субкультур. В 2019 году она была снесена, на ее месте построен жилой комплекс.

## Расположение
Парк располагается в Северном округе Москвы в микрорайоне Ховрино у одноимённой железнодорожной станции на реке Лихоборке, убранной теперь в коллектор (от реки остался пруд). Главный дом усадьбы расположен по адресу Клинская ул., дом 2.